# ウルグアイ・ラウンド協定法
ウルグアイ・ラウンド協定法（ウルグアイ・ラウンドきょうていほう、英語：Uruguay Round Agreements Act、URAA; Pub.L. 103–465, 108 Stat. 4809 1994年12月8日制定）はアメリカ合衆国の法律の1つで、1994年のマラケシュ協定を同国法において実施するものである。なお、マラケシュ協定は、GATTをWTOに改組するウルグアイ・ラウンド交渉の一部である。

## 立法の経緯
ビル・クリントン大統領はウルグアイ・ラウンド協定法案を1994年9月27日に連邦議会に送付し、議案としての同法案は、下院ではH.R. 5110とされ、上院ではS.2467とされた。同法案は、上下両院に修正権限がない特別なファスト・トラック手続の下で提出された。下院は1994年11月29日に、上院は同年12月1日にそれぞれ通過し、同月8日の大統領署名をもって法律（Pub.L. 103–465）として成立し、1995年1月1日に施行された。ウルグアイ・ラウンド協定法によって導入された著作権規定に対しては、数多くの技術的改正が、1997年に著作権技術的改正法（Copyright Technical Amendments Act：議案としてはH.R. 672。法律としてはPub. L. 105-80）によって行われた。

## 米国著作権法の改正
ウルグアイ・ラウンド協定法第5編により、米国の著作権法 (合衆国法典第17編に収録された現行法) に対するいくつもの改正が行われた。外国著作物の著作権回復に関する第1章第104A条は完全に書き直されるとともに、海賊版と生演奏の録画を禁止した第11章が追加された。さらに、刑法および刑事訴訟法を収録した合衆国法典第18編には新たに第2319A条が挿入され、海賊版禁止違反に対する罰則の内容が規定された。

### 著作権の回復
米国がベルヌ条約に加入したのは1989年3月1日であり、その時にベルヌ条約履行法が施行された。ベルヌ条約第18条によれば、同条約の対象とするのは、著作物であって、本国においてなおその著作権が有効であり、かつ、著作権が主張される国において従前当該国で認められていた著作権の保護期間満了を理由にパブリックドメインに属したわけではないものである。したがって、米国は過去に同国で著作権が認められていなかった外国著作物に対しても著作権を認めなければならなくなるところであった。しかしながら、米国はベルヌ条約に定められたこの遡及効を否定し、1989年3月1日より公表された著作物についてのみ当該ルールを適用することとした。過去の外国著作物で、他の条約において対象とされておらず、かつ、その当時まで米国において著作権の対象でなかったものは、米国では引き続き著作権の対象とならないものとされた。
米国は、第18条に規定されたベルヌ条約の遡求効の一方的な破棄について厳しい批判に直面し 、結局、この立場を変更することとなった。ウルグアイ・ラウンド協定法により合衆国法典第17編第104A条において実施された著作権の変更は、この状況を修正し、米国の法律をベルヌ条約の趣旨に沿ったものとした。
合衆国法典第17編第104A条は、過去に米国において著作権が認められたことのない多くの著作物について著作権を認めている。これらの著作物は、通常の米国著作権法の規定に服し、あたかもかつてパブリックドメインにおかれたことがないかのように取り扱われる。
この対象となった著作物として、米国と当該著作物の本国との間で著作権に関する国際的合意がなされていなかったこと、または、米国法上の著作権登録および著作権表示がなかったことのいずれかの理由で、パブリックドメインにおかれていた著作物がある。また、同様に対象となった著作物として、かつて米国法上の著作権が認められていたものの、著作権の更新が行われなかったためにパブリックドメインにおかれた著作物もある。ウルグアイ・ラウンド協定法では、これらの対象となった著作物全てを「回復著作物」（restored works）として定義し、これらの著作物に認められた著作権を「回復著作権」（restored copyright）として定義した。もっとも、これらの著作物の多くはそもそも「回復」されるべき米国法上の著作権が認められたことがない。
著作権回復が実施されたのは1996年1月1日であり、同日時点でベルヌ条約、世界貿易機関 (WTO)、WIPO著作権条約または（録音については）WIPO実演・レコード条約のいずれかに加盟する国を本国とする著作物の著作権が回復された。それ以外の国を本国とする著作物の著作権回復については、当該国がこれら4つの条約のうちの1つに加盟した最も早い日をもって実施された。
著作権回復から除外されたのは、外国著作物であって、外国人財産保管所により所有されまたは管理されたもので、かつ、回復著作権が政府または政府関連機関により所有されることとなる場合である。

### 行政手続
ウルグアイ・ラウンド協定法はさらに、合衆国法典第17編104A条において、かつてパブリックドメインにあったがウルグアイ・ラウンド協定法によって著作権が回復された著作物がすでに善意で利用されていた場合についての行政手続が定められている。このような利用者は、合衆国法典第17編104A条において「依拠当事者」(reliance parties)と呼ばれている。
特に、権利保有者は、自身の回復著作権のいわゆる「執行意思届出」(Notice of Intent to Enforce、NIE)を提出するか、自身の著作物をすでに利用する者（すなわち、既存の依拠当事者）に対して当該事実を通知しなければならなかった。NIEは、アメリカ合衆国著作権局に提出され、一般に公開された。著作権が回復した後に権利保有者の許諾なく著作物を利用した利用者に対する回復著作権の執行については、NIEは不要である。

### 著作権回復への異議
ウルグアイ・ラウンド協定法による遡及的な著作権回復は、アメリカ合衆国憲法違反として2件の訴訟において争われた。
ゴラン対ゴンザレス事件（Golan v. Gonzales）では、著作権延長法とウルグアイ・ラウンド協定法の著作権回復条項の双方が、アメリカ合衆国憲法の著作権・特許権条項（第1編第8条第8項）違反として争われた。同条項は、連邦議会に対して、「著作者および発明者にそれぞれの著述および発見に対する排他的な権利を有限の時間について確保ことにより、科学および有用な技芸の進歩を促進する」（強調を追加）権限を付与するものである。原告らは、ウルグアイ・ラウンド協定法は、著作物をパブリック・ドメインから取り除いて再び著作権を付与することから、著作権期間の「有限性」に反すると主張し、さらに、このことは科学および有用な技芸の進歩を促進しない、とも主張した。そのうえ、原告らはウルグアイ・ラウンド協定法は修正第1条と修正第5条に反するとも主張した。これらの異議はコロラド地区連邦裁判所により退けられたが、これに対して合衆国第10巡回区控訴裁判所への控訴がなされた結果、修正第1条との関係の合憲性についてはその見直しを求めて同地裁に差し戻された。2009年4月3日に差戻事件であるゴラン対ホルダー事件（Golan v. Holder）において、コロラド地区連邦裁判所のルイス・バブコック裁判官は、ウルグアイ・ラウンド協定法は修正第1条に違反するとの見解を示した。同裁判所は、ウルグアイ・ラウンド協定法の第514条が政府利益の達成に必要な範囲よりも実質的に広い、との判断を示したのである。すなわち、パブリックドメインにある一定の著作物について著作権を回復し、当該回復から1年後には利用料の支払を求め派生著作物を制限することにより、連邦議会は、憲法上の権限を踏み越え、当該著作物の依拠当事者の修正第1条上の権利の完全な保護を怠ったものとしたのである。
2011年3月7日、合衆国最高裁判所はゴランの申立てを受けて事件移送命令（certiorari）を発し、この事件を審理することとした。2012年1月18日、最高裁は6対2でウルグアイ・ラウンド協定法の合憲性を認めた。多数意見を書いたのはギンズバーグ判事であり、反対意見を書いたのはブライアー判事であった。
2つ目の訴訟、ラックズ・ミュージック・ライブラリー・インコーポレイテッド対ゴンザレス事件（Luck's Music Library, Inc. v. Gonzales）では、著作権・特許権条項のみが争われたが、これは退けられた。

## 過去にパブリックドメインにあった映画作品
下記の映画作品はかつてアメリカ合衆国でパブリックドメインにおかれていたが、ウルグアイ・ラウンド協定法により著作権が回復している。
| 題名         | 公開年 | 監督                       | 配給会社                                         | 著作権失効年 | 失効理由     | 著作権復活の理由           |
| ------------ | ------ | -------------------------- | ------------------------------------------------ | ------------ | ------------ | -------------------------- |
| 三十九夜     | 1935   | アルフレッド・ヒッチコック | ゴーモン・ブリティッシュ                         | 1963         | 著作権未更新 | ウルグアイ・ラウンド協定法 |
| 脅迫         | 1929   | アルフレッド・ヒッチコック | ブリティッシュ・インターナショナル・ピクチャーズ | 1957         | 著作権未更新 | ウルグアイ・ラウンド協定法 |
| メトロポリス | 1927   | フリッツ・ラング           | UFA パラマウント                                 | 1954         | 著作権未更新 | ウルグアイ・ラウンド協定法 |
| 第三の男     | 1949   | キャロル・リード           | ライオンズゲート (2010)                          | 1977         | 著作権未更新 | ウルグアイ・ラウンド協定法 |